# Ana Terter
Ana Terter (bulgarisch und serbisch-kyrillisch Ана Тертер; * ? in Bulgarien; † nach 1304) war eine bulgarische Prinzessin und vierte Ehefrau des serbischen Königs Stefan Uroš II. Milutin. Ihre Ehe mit Stefan Milutin ist dynastisch, d. h. im Deževa-Abkommen vorgesehen.

## Leben
Laut Georgios Pachymeres war Ana "die Tochter von Terter, die ihm von der Schwester von Asen geboren wurde. Die Schwester von Asen war Kira Maria, die zweite Frau des bulgarischen Zaren Georgi I. Terter. Nach einer anderen Theorie war sie die Tochter von Georgi Terter und seiner ersten Frau Maria, was Ana zu einer Vollschwester des bulgarischen Zaren Todor Swetoslaw machte.
Im Jahr 1284 heiratete Ana als vierte Frau König Stefan Uroš II. Milutin von Serbien. Sie hatten zwei Kinder:
- Stefan Uroš III. Dečanski, der die Nachfolge als König von Serbien antrat
- Anna Neda von Serbien, die den bulgarischen Zaren Michael Schischman heiratete.

Im Jahr 1299 ließ sich Stefan Uroš II. Milutin von Ana scheiden, um die erst fünfjährige Simonida zu heiraten.